# Гогуа, Седрик
Абусси́ Седри́к Гогуа́ Куаме́ (фр. Aboussy Cédric Gogoua Kouamé; род. 10 июля 1994, Абиджан) — ивуарийский футболист, защитник.

## Клубная карьера
Занимался футболом в клубе «Сабе Спорт» (Буна), в 2010 году попал в один из сильнейших ивуарийских клубов «Африка Спорт», в 2011 году стал в его составе чемпионом Кот-д’Ивуара.
В марте 2012 года перед матчем Лиги чемпионов с египетским «Замалеком» самовольно покинул расположение команды и уехал на просмотр в Таиланд, но ни одному клубу не подошёл и вернулся домой, ушёл в клуб «Иссия Вази».
В апреле 2014 года после просмотра подписал контракт с клубом СИК, получил 27-й номер. Поначалу Гогуа играл за дубль СИКа «Керхо 07» в Какконене. 17 мая дебютировал в Вейккауслиге в матче с «Мариехамном». Быстро закрепился в основном составе и по окончании сезона был признан лучшим защитником лиги. В следующем сезоне помог клубу впервые в своей истории стать чемпионом Финляндии.
16 января 2016 года подписал контракт с «Партизаном» на 4 года и взял себе 51-й номер в честь соответствующей главы Библии. Клуб заплатил за ивуарийца 300 тысяч евро. Дебютировал за «Партизан» 27 февраля в «вечном дерби» с «Црвеной звездой», забил гол, не спасший «Партизан» от поражения. Однако вскоре из-за проблем Гогуа с алкоголем (был арестован за вождение машины в нетрезвом виде и отказ от тренировок) «Партизан» осенью 2016 разорвал с ним контракт
Зимой 2017 года Гогуа проходил просмотр в казахстанском «Актобе», весной перешёл в латвийскую «Ригу», но, не проведя за команду ни одного матча, летом продолжил поиски нового клуба, проходя просмотры в российских «СКА-Хабаровске» и «Ростове».
В июле 2017 года как свободный агент подписал контракт с алматинским «Кайратом», за основную команду которого провёл всего один матч — на Суперкубок, когда команда уступила «Астане» (0:3). 5 июля 2018 года клуб расторг контракт, и Гогуа перешёл в российский «СКА-Хабаровск», но также не сыграл ни одной встречи. Зимой контракт по обоюдному согласию был расторгнут. 16 марта 2019 года Гогуа перешёл в латвийский «Даугавпилс» на полгода; ни разу не попал в заявку на матч.
1 июля 2019 года «Тамбов» подписал контракт с Гогуа на один сезон. Сыграл за команду пять матчей и отметился двумя забитыми голами (в том числе в ворота московского «Спартака»). Уже 29 августа ивуариец подписал четырёхлетний контракт с ЦСКА. В дебютном матче за ЦСКА Седрик забил гол в ворота тульского «Арсенала» и принёс своей команде победу.
5 августа 2020 года перешёл в «Ротор» на правах аренды для получения игровой практики. Дебютировал 11 августа в матче против «Зенита». Сезон 2020/21 провёл в аренде в «Роторе». После того как команда не смогла остаться в РПЛ, вернулся в ЦСКА. 8 ноября 2021 года покинул клуб по соглашению сторон.
В зимнее трансферное окно сезона 2021/22 подписал контракт с казахстанским клубом «Туран», но из-за проблем с оформлением документов даже не смог попасть на базу клуба, поэтому остался без клуба.
В феврале 2023 года перешёл в таджикский «Истиклол».
В феврале 2024 года стал игроком ярославского «Шинника».
15 июля 2024 года стал игроком подмосковных «Химок». Дебютировал за клуб 3 августа в выездном матче третьего тура РПЛ против казанского «Рубина».

## Карьера в сборной
Привлекался к играм за юношескую (до 17 лет) и молодёжную (до 20 лет) сборные Кот-д’Ивуара.

## Вне поля
Ревностный христианин.

## Достижения
«Африка Спорт»
- Чемпионат Кот-д’Ивуара: 2011

«СИК»
- Чемпионат Финляндии: 2015
- Лучший защитник Вейккауслиги: 2014

«Партизан»
- Обладатель Кубка Сербии: 2015/16

«Истиклол»
- Чемпион Таджикистана: 2023
- Обладатель Кубка Таджикистана: 2023